# Linje 500S
Linje 500S er en buslinje i København mellem Ørestad st. og Kokkedal st. Linjen er en del af Movias S-busnet og er udliciteret til Keolis, der driver linjen fra sit garageanlæg ved Industriholmen på Avedøre Holme. I 2024 havde den ca. 3,3 mio. passagerer. Linjen kører på tværs gennem Københavns forstæder, hvor den blandt andet betjener Avedøre Holme, Glostrup, Ballerup, Farum, Birkerød og Hørsholm undervejs.
Linjen blev oprettet mellem Ballerup st. og Rungsted Kyst st. 23. maj 1993 som en overvejende ny forbindelse. I 1994 omlagdes linjen fra Rungsted Kyst st. til Kokkedal st. og forlængedes fra Ballerup st. til Glostrup st. I 1998 forlængedes den videre til Københavns Lufthavn men afkortedes til Ørestad st. i 2004.

## Historie
De første konkrete planer til det, der skulle blive til S-busnettet, fremkom i Kollektiv Trafikplan 1989, hvor det blev foreslået at oprette syv såkaldte "superbuslinjer" i årene 1989-1993 og yderligere en efter 1993. Tanken var at de skulle fungere som regionale forbindelser på tværs af de eksisterende S-baner og fjernbaner og samtidig komplettere dem. Rejsehastigheden skulle være høj med få stoppesteder undervejs, og frekvensen og komforten skulle ligeledes være høj. Desuden skulle der være et samlet design- og sloganprogram for hele det nye system. Endelig var det tanken, at de nye linjer ikke bare skulle have numre men også kunne have hver deres navn, der skulle stå med store bogstaver på siden af busserne.
Linjen der skulle oprettes efter 1993 skulle have linjeføringen Rungsted Kyst - Birkerød - Farum - Ballerup. I modsætning til de andre linjer var der dog ikke umiddelbart gået nærmere i detaljer med denne linje, der for eksempel ikke havde fået tildelt noget navn. Linjen svarede ikke direkte til nogen eksisterende linje men mindede dog om linje 328 på stykket mellem Hørsholm og Birkerød og linje 150 og 152 mellem Farum og Ballerup.
De første tre linjer i det nye net blev oprettet 21. oktober 1990. På det tidspunkt var navnet Superbusser dog blevet ændret til S-busser, ligesom ideen med navne på de enkelte linjer var blevet droppet til fordel for numre med hele hundreder, her linje 300S, 400S og 600S. Næste skud på stammen kom 2. juni 1991 med oprettelsen af linje 200S. Nogle af de andre linjer lod dog vente på sig, blandt andet en linje fra Rungsted Kyst til Karlslunde, der var afhængig af den aldrig byggede Ring 5, og som derfor ikke blev oprettet.
Til gengæld blev linje 500S fremrykket, så den blev oprettet 23. maj 1993 og med den planlagte linjeføring fra Rungsted Kyst st. via Birkerød st., Farum Midtpunkt og Værløse st. til Ballerup st. Ved oprettelsen erstattede den linje 152, der kørte mellem Farum st. og Ballerup st., samt en del af linje 150. Derudover var der imidlertid generelt tale om ny en forbindelse gennem et område, hvor det hidtil ellers havde været nødvendigt med indtil flere skift for at komme på tværs. Det valgte linjenummer skyldtes, at linjen lå mellem linje 400S og 600S. Her har senere ændringer dog givet noget kuk i systematikken, så linje 500S efterhånden er kommet til at krydse både linje 400S, 300S og 200S undervejs.
Fra starten var der lagt vægt på kvalitet. Benpladsen var næppe set større i HT's busser, og i begyndelsen var der som noget nyt både mønttelefon og kaffeautomat. Det sidste til trods for, at det dengang som nu hedder, at "Is, mad og drikkevarer må ikke nydes i bussen". Selve lanceringen skete med en marketingskampagne med skilte ved stoppesteder og i vejkanten og reklamer i lokalaviser og biografer. Det betalte sig, for allerede efter få uger var passagergennemsnittet som i de øvrige S-busser, hvor erfaringen ellers viste, at det kunne tage et år at indarbejde en ny linje. Samtidig var det nødvendigt at indsætte ekstra busser på adskillige afgange.

### Forlængelse til Amager
25. september 1994 fik linje 500S ny endestation i nord, så den i stedet for at ende ved Rungsted Kyst st. omlagdes ad Usserød Kongevej til Kokkedal st. Omlægningen, der erstattede linje 328, skete i forbindelse med, at DSB forstærkede og ændrede køreplanen på Kystbanen, hvor Kokkedal st. blev prioriteret som knudepunkt på bekostning af Rungsted Kyst st. I den modsatte ende forlængedes linjen fra Ballerup st. ad Motorring 4 - Frederikssundmotorvejen - Nordre Ringvej til Glostrup st. Forlængelsen erstattede linje 139E, der afkortedes tilsvarende fra Værløse st. til Glostrup st.
Fire år efter, 27. september 1998, åbnedes den første etape af Øresundsbanen til Københavns Lufthavn st. I den forbindelse skete der en række ændringer af linjenettet på Amager, der blandt andet betød, at linje 500S forlængedes fra Glostrup st. via Brøndby Strand st., Avedøre Holme, Øresundsmotorvejen og Tårnby st. til Københavns Lufthavn. Forlængelsen erstattede linje 139E på stykket mellem Glostrup st. og Avedøre Holme og linje 78E mellem Tårnby og Lufthavnen. Stykket mellem Avedøre Holme og Lufthavnen svarede til den sydlige del af Superbus Kalvebod fra de oprindelige planer, der var blevet realiseret som linje 200S i 1991 men uden denne del.
17. oktober 2004 afkortedes linje 500S fra Lufthavnen til Ørestad st., da busserne alligevel kørte parallelt med togene på Øresundsbanen her. De sparede vogntimer kunne så benyttes til at lade alle busser køre til Ørestad st., hvor nogle af dem før havde vendt ved Brøndby Strand st. Afkortningen betød dog, at en del stoppesteder mellem Lufthavnen og Ørestad ikke længere blev betjent så godt. Det gav anledning til en del klager fra passagerer, der havde brugt linjen lokalt.
Ved Ørestad st. kom linje 500S til ende i en større vendesløjfe ad Hannemanns Allé - Ørestads Boulevard - Arne Jacobsens Allé og med endestation på Ørestads Boulevard på den vestlige side af stationen ved indkøbscentret Field's. Den nye endestation blev imidlertid genstand for en række frem- og tilbageflytninger. Første gang var fra 31. oktober 2005 til 28. februar 2006, hvor vejarbejde betød, at linjen i stedet for sløjfekørslen kom til at køre ad Arne Jacobsens Allé i begge retninger til busterminalen på Kay Fiskers Plads på den østlige side af stationen. 22. oktober 2006 omlagdes linjen tilsvarende, men nu hvad der skulle have været permanent. 21. september 2007 betød nye vejarbejder imidlertid, at sløjfekørslen blev genoptaget først midlertidigt og siden permanent. I september 2010 vendte linjen dog igen tilbage til Kay Fiskers Plads. Siden et tidspunkt omkring årsskiftet 2017/2018 står den imidlertid atter på sløjfekørsel for linje 500S.
Andetsteds på linjen skete der også ændringer. 28. marts 2010 omlagdes den således mandag - fredag i dagtimerne ad Fabriksparken - Vestskovvej - Motorring 4 i stedet for som ellers ad Nordre Ringvej - Frederikssundmotorvejen. Omlægningen erstattede dele af de to ringlinjer 548E og 549E, der kørte mellem Glostrup st. og området ved Fabriksparken, men som nu nedlagdes. Senere blev det også aktuelt med alternative veje umiddelbart vest herfor, da Motorring 4 skulle udvides. Det betød at linje 500S fra 21. oktober 2012 og cirka to år frem kunne omlægges ad Østbakkevej og Ballerupvej i stedet for Motorring 4 i tilfælde af kø.
I marts 2015 afleverede COWI et notat til Movia og Region Hovedstaden med forslag til nye og ændrede regionale buslinjer i regionen, som den havde overtaget det økonomiske ansvar for 1. januar 2015. Her blev der blandt andet kigget på forskellige muligheder for at give Dragør bedre forbindelse til jernbanenettet. En af mulighederne i den forbindelse var en forlængelse af linje 500S fra Ørestad st. via lufthavnen og øst om denne til Dragør. Det ville give en hurtig forbindelse mellem Dragør og Københavns Lufthavn st. men også give en del omvejskørsel ved Ørestad st. og Field's, hvis de stadig skulle betjenes. Da notatet efterfølgende dannede grundlag for et forslag til trafikbestilling for 2016 til Region Hovedstaden, var det imidlertid helt uden ændret betjening af Dragør.

### Forslag om +Way
I april 2021 offentliggjorde Movia, Brøndby Kommune, Hvidovre Kommune og Region Hovedstaden et projektforslag til opgradering af linje 500S på strækningen mellem Tranehaven i Brøndbyvester og Avedøre Holme. Tanken er at forbedre infrastrukturen, så busserne kommer hurtigere frem og bliver mere attraktive at bruge. Desuden vil det støtte udbygning med nye arbejdspladser ved Sportsbyen i Brøndby og på Avedøre Holme. Projektforslaget gør brug af elementer fra konceptet +Way, Movias udgave af bus rapid transit, med forbedrede stoppesteder, flere busbaner og prioritering i lyskryds. Det anslås at projektet vil gøre kørslen ca. to minutter hurtigere i hver retning i myldretiderne. Projektet er anslået til at koste 36,6 mio. kr. uden diverse tilvalg og 40,6 mio. kr. med. Der skal inddrages 18 m² fra private matrikler og 414,5 m² fra kommunale. 16 træer fældes men erstattes af 25 nye.
En af de større ændringer omfatter Brøndby Strand Station, hvor busserne bruger tid på at køre ind omkring terminalen ved stationen. Her foreslås det, at der anlægges stoppesteder udenfor på Borgmester Kjeld Rasmussens Boulevard, idet adgangsvejen til stationen så til gengæld forbedres. Krydset ved Strandskolevej ombygges, så busser, der ender ved stationen, kan foretage en U-vending der i stedet for i terminalen.
Andre mærkbare ændringer omfatter stoppestederne ved Gildhøjcentret, der udvides til perroner. Ved Brøndby Hallen udvides stoppestederne, træer fjernes for at gøre sportshallen synlig, og adgangen til den får bedre belysning. Lyskrydsene ved Sydgårdsvej og Midlergårdsvej ombygges. Desuden fjernes den såkaldte vrimlefase, hvor cykler kører på langs og tværs af de to kryds, mens biler og busser venter. Stoppestedet mod Ørestad st. ved kontorhuset CPH Business Park, der ligger tværs over Avedøre Havnevej, flyttes syd for det, så passagerne undgår den utrygge passage gennem det. Ved de to rampekryds ved Amagermotorvejen, anlægges der en højresvingsshunt fra Avedøre Havnevej mod øst til motorvejen og en ekstra venstresvingsbane på frakørselsrampen.
Projektet blev vedtaget politisk i efteråret 2021 med forventet anlægsstart i efteråret 2022. Det forventes at være færdig i 2024, så det er er klar til den planlagte åbning af Hovedstadens Letbane i 2025. Linje 500S vil få forbindelse til letbanen på Glostrup st., der også kommer til at betjene linjens nuværende strækning ad Nordre Ringvej. Turene via Fabriksparken bliver dog omlagt på et stykke ad den parallelle Smedeland. Der bliver stop ved den kommende letbanestation Glostrup Nord på begge veje.
I efteråret 2023 tog entreprenøren Keolis initiativ til at udskifte 17 af de 27 dieselbusser på linje 500S med elbusser. Keolis havde genvundet kørslen på linjen i et udbud året før, men hvor næsten alle andre linjer i udbuddet fik de hidtidige dieselbusser erstattet af elbusser som standard, var der kun krav om dieselbusser på linje 500S. Det var derfor bemærkelsesværdigt, at Keolis alligevel selv valgte en delvis indsættelse af elbusser. Også fordi linjen er over 50 km lang, og en dobbelttur i myldretiden kan tage over fire timer. Det kunne imidlertid tages som et tegn på, at teknologien med elbusser efterhånden var blevet ganske moden Keolis henviste da også selv til, at man havde gode erfaringer med elbusser. Elbusserne blev indsat på linje 500S fra 22. november 2023.
I forbindelse med køreplansskiftet 29. juni 2025 blev der indført natkørsel på linje 500S nat efter fredag og lørdag.

## Fakta
- Linjeføring
  - Ørestad st. - > Ørestads Boulevard > Arne Jacobsens Allé > Center Boulevard >(/< Ørestads Boulevard < Hannemanns Allé < Center Boulevard <) - Øresundsmotorvejen - Amagermotorvejen - Avedøre Havnevej - Stamholmen - Gammel Køge Landevej - Borgmester Kjeld Rasmussens Boulevard - Brøndby Strand st. - Borgmester Kjeld Rasmussens Boulevard - Park Allé - Østbrovej - Banegårdsvej - Glostrup st. - Nyvej - Hovedvejen - Nordre Ringvej - Fabriksparken - Vestskovvej - Motorring 4 (/ Nordre Ringvej - Frederikssundsmotorvejen) - Motorring 4 - Sydbuen - Hold-an Vej - Linde Allé - Ballerup st. - Bydammen - Hold-an Vej - Skovvej - Ballerupvej - Værløse st. - Fiskebækvej - Frederiksborgvej - Farum Midtpunkt - Slangerupvej - Bistrupvej - Stationsvej - Birkerød st. - Stationsvej - Bistrupvej - Ravnsnæsvej - Frederiksborgvej - Usserød Kongevej - Højmosen - Ådalsvej - Kokkedal st.[42]

- Overordnede linjevarianter
  - Ørestad st. - Kokkedal st.[42]
  - Brøndby Strand st. - Kokkedal st. (kun enkelte afgange mandag-fredag)[42]
  - Glostrup st. - Kokkedal st. (kun om aftenen)[42]

- Materiel
  - 17 12 m elbusser af typen Yutong E12LF garageret hos Keolis, Industriholmen.[43]
  - 11 12 m-busser af typen Volvo B8RLE/Wroclaw garageret hos Keolis, Industriholmen.[43]

| Fra        | Entreprenør og garage  |
| ---------- | ---------------------- |
| 23-05-1993 | Unibus, Avedøre Holme  |
| 02-06-1996 | City-Trafik, Glostrup  |
| 01-04-2012 | City-Trafik, Avedøre   |
| 01-07-2014 | Keolis, Industriholmen |

| År          | 2021      | 2022      | 2023      | 2024      |
| ----------- | --------- | --------- | --------- | --------- |
| Passagertal | 2.424.928 | 3.010.089 | 3.373.330 | 3.339.237 |

## Kronologisk oversigt
| Dato                        | Hændelse |
| --------------------------- | --- |
| 23-05-1993                  | Linje 500S oprettes ad følgende rute: Ballerup st. - Bydammen - Hold-an Vej - Skovvej - Ballerupvej - Værløse st. - Frederiksborgvej - Farum Rådhus - Farum Midtpunkt - Slangerupvej - Bistrupvej - Bistrup Trafikplads - Stationsvej - Birkerød st. - Stationsvej - Bistrupvej - Ravnsnæsvej - Isterød - Frederiksborgvej - Rungstedvej - Rungsted Kyst st. Linjen erstatter linje 152 der nedlægges og linje 150's afgrening til Farum st. |
| 25-09-1994                  | Forlænges fra Ballerup st. ad Linde Alle - Hold-an Vej - Sydbuen - Motorring 4 - Frederikssundsmotorvejen - Nordre Ringvej - Hovedvejen - Nyvej til Glostrup st. Forlængelsen erstatter en del af linje 139E, der afkortes fra Værløse st. til Glostrup st. Omlægges ad Usserød Kongevej - Højmosen - Ådalsvej til Kokkedal st. som erstatning for linje 328 der nedlægges. |
| 02-06-1996 - 11-12-1996     | Omlægges ad Banegårdsvej - Hovedvejen. Omlægningen skyldes vejarbejde på Nyvej. |
| 27-09-1998                  | Forlænges fra Glostrup st. ad Banegårdsvej - Østbrovej - Park Alle - Brøndbyvester Boulevard - Brøndby Strand st. - Brøndbyvester Boulevard - Gammel Køge Landevej - Stamholmen - Avedøre Holme - Avedøre Havnevej - Amagermotorvejen - Øresundsmotorvejen - Tårnby st. - Englandsvej - Tårnbyvej - Amager Landevej - Indenrigsvej - Københavns Lufthavn, Indenrigs til Københavns Lufthavn, Kastrup st. I myldretiden betjenes Brøndby Strand st. - Københavns Lufthavn, Kastrup st. kun på hver anden afgang. Aften og søndag betjenes Glostrup st. - Københavns Lufthavn, Kastrup st. kun på hver anden afgang. Forlængelsen erstatter dele af linje 78E og 139E der begge nedlægges. |
| 01-09-1999                  | Ændres så der køres ad Bistrupvej i stedet for via Bistrup Trafikplads. |
| 02-07-2000                  | Endestationen i Lufthavnen flyttes til terminal 3. Mellem myldretiderne og lørdag i dagtimerne betjenes Brøndby Strand st. - Københavns Lufthavn, Kastrup st. kun en gang i timen. |
| 17-10-2004                  | Afkortes fra Lufthavnen til Ørestad st. med endestation på Ørestads Boulevard. Der køres i sløjfe fra Øresundsmotorvejen ad Center Boulevard - Hannemanns Allé - Ørestads Boulevard - Arne Jacobsens Allé - Center Boulevard og tilbage ad Øresundsmotorvejen. Køreplanen ændres så der generelt køres hele vejen i dagtimerne mandag-lørdag. Aften og søndag betjenes Glostrup st. - Ørestad st. dog stadig kun på hver anden afgang. |
| 31-10-2005 - 28-02-2006     | Endestationen ved Ørestad st. flyttes så der fra Øresundsmotorvejen køres ad Center Boulevard - Arne Jacobsens Alle - Kay Fiskers Vej til terminalen på Kay Fiskers Plads. Omlægningen skyldes vejarbejde ved Fields. |
| 22-10-2006                  | Endestationen ved Ørestad st. flyttes så der fra Øresundsmotorvejen køres ad Center Boulevard - Arne Jacobsens Alle - Kay Fiskers Vej til terminalen på Kay Fiskers Plads. |
| 21-09-2007                  | Endestationen ved Ørestad st. flyttes tilbage til Ørestads Boulevard. Der køres i sløjfe fra Øresundsmotorvejen ad Center Boulevard - Hannemanns Alle - Ørestads Boulevard - Arne Jacobsens Alle - Center Boulevard og tilbage ad Øresundsmotorvejen. Omlægningen skyldes vejarbejde. Officielt var den midlertidig i perioden 21-09-2007 - 02-01-2008 og permanent fra 07-01-2008 men formentlig gjaldt omlægningen også indimellem. |
| 28-06-2008 - 03-10-2008     | Driften forstærkes mellem Birkerød st. og Ballerup st. som aflastning i forbindelse med ombygning af Hareskovbanen. |
| 28-03-2010                  | Omlægges mandag-fredag i dagtimerne ad Fabriksparken - Vestskovvej - Motorring 4 i stedet for ad Nordre Ringvej - Frederikssundsmotorvejen. Omlægningen skyldes bl.a. nedlæggelse af linje 548E og 549E. |
| ??-09-2010                  | Endestationen ved Ørestad st. flyttes så der fra Øresundsmotorvejen igen køres ad Center Boulevard - Arne Jacobsens Alle - Kay Fiskers Vej til terminalen på Kay Fiskers Plads. |
| 04-02-2011 - 28-04-2011     | Omlægges i retning mod Kokkedal st. ad Vestskovvej - Ledøjevej - Østbakkevej - Ballerupvej - Hold-an-vej i dagtimerne og ad Motorring 4 - Ballerup Boulevard om aftenen. Omlægningen skyldes frihøjdearbejde på motorvejsbroen ved Sydbuen. |
| 31-03-2011 - 23-06-2011     | Omlægges i retning mod Kokkedal st. ad Bolbrovej - Alsvej. Omlægningen skyldes fjernvarmearbejde. |
| 18-12-2011                  | Omlægges ad ny sydligere afkørselsrampe til Nordre Ringvej i retning mod Ørestad st. Omlægningen skyldes forlængelse af Frederikssundsmotorvejen. |
| 21-10-2012 - ca. 01-10-2014 | Omlægges ad Hold-an-vej - Ballerupvej - Østbakkevej - Ledøjevej. Omlægningen gælder kun i tilfælde af kø i forbindelse med udvidelse af Motorring 4. |
| 09-12-2012                  | Køreplanen ændres så alle afgange også kører til Ørestad st. søndag i dagtimerne. |
| 27-11-2012 - 26-01-2013     | Endestationen ved Ørestad st. flyttes til Ørestads Boulevard med sløjfe ad Center Boulevard - Hannemanns Alle - Ørestads Boulevard - Arne Jacobsens Alle - Center Boulevard. Omlægningen skyldes vejarbejde på Arne Jacobsens Alle. |
| Okt. 2017                   | Endestationen ved Ørestad st. flyttes til Ørestads Boulevard med sløjfe ad Center Boulevard - Hannemanns Alle - Ørestads Boulevard - Arne Jacobsens Alle - Center Boulevard. Omlægningen fandt sted på et ukendt tidspunkt mellem oktober 2017 og januar 2018. |
| 21-06-2019 - ca. 16-08-2019 | Omlægges i retning mod Kokkedal st. så der køres ligeud ad Bistrupvejvej i stedet for ad Stationsvej - Birkerød st. - Stationsvej. Omlægningen skyldes vejarbejde på Bistrupvej. |
| 29-07-2019 - ca. 28-11-2019 | Omlægges ad Bydammen i stedet for ad Linde Allé. Omlægningen skyldes anlæg af vandrør. |
| 08-08-2021 - 31-10-2021     | Omlægges ad Søndre Ringvej - "Hanken" - Sydvestvej i retning mod Ørestad st. Omlægningen skyldes spærring af krydset Nordre Ringvej/Hovedvejen i forbindelse med letbanearbejde. |
| 19-04-2022 - ca. 27-08-2022 | Ture via Fabriksparken omlægges ad Gl. Landevej - Smedeland. Omlægningen skyldes letbanearbejde. |
| 02-02-2023 - ca. 20-05-2023 | Omlægges ad Søndre Ringvej - Engtoftevej - Sydvestvej i retning mod Ørestad st. Omlægningen skyldes letbanearbejde i krydset Nordre Ringvej/Hovedvejen. |
| 11-05-2023 - ca. 20-08-2023 | Ture via Fabriksparken omlægges ad Gl. landevej - Smedeland. Omlægningen skyldes letbanearbejde. |
| 03-07-2023 - ca. 02-08-2023 | Omlægges ad Søndre Ringvej - Engtoftevej - Sydvestvej i retning mod Ørestad st. Omlægningen skyldes letbanearbejde og spærring af krydset Nordre Ringvej/Hovedvejen for venstresving. |
| 29-06-2025                  | Der indføres drift nat efter fredag og lørdag. |